# USS Preston (DD-379)
USS Preston (DD-379) – amerykański niszczyciel typu Mahan zwodowany 22 kwietnia 1936 roku w stoczni Mare Island, który w okresie przedwojennym służył na Zachodnim Wybrzeżu, gdzie pełnił też służbę eskortową po wybuchu II wojny światowej. 15 października 1942 roku wypłynął na południowy Pacyfik w eskorcie zespołu Task Force 16, w drodze na Wyspy Salomona zaś – po połączeniu TF16 z Task Force 17 – wszedł w skład Task Force 61 sformowanego wokół lotniskowców USS „Enterprise” (CV-6) i USS „Hornet” (CV-8). Pływając w pierścieniu eskorty USS „Enterprise”, broniąc okrętu flagowego admirała Thomasa Kinkaida podczas bitwy pod Santa Cruz, zestrzelił dwa japońskie samoloty.
W połowie listopada „Preston” wszedł w skład Task Force 64 admirała Willisa Lee, z pancernikami USS „Washington” (BB-56) i USS „South Dakota” (BB-57), z którym okrążając Guadalcanal od zachodu, udał się w kierunku północnym, aby okrążając od północy wyspę Savo przechwycić japoński zespół okrętów adm. Nobutake Kondō. W wywiązanej stąd II nocnej bitwie pod Guadalcanalem, wraz z niszczycielami „Walke” i „Benham” otworzył ogień do krążownika „Nagara”, kilkakrotnie trafiając go ze swoich dział dział 127 mm L/38. W ciasnych wodach cieśniny Ironbottom Sound, „Preston” sam jednak otrzymał kilka trafień z dział 152 mm japońskiego krążownika, które uszkodziły jego kotłownię, zaś wywołany eksplozjami pożar zagroził wyrzutniom torpedowym na pokładzie niszczyciela. Okręt stracił też wówczas swój tylny komin.
Z utraconym zasilaniem okręt stał się celem skoncentrowanego ognia artyleryjskiego ze sterburty i bakburty, który rozerwał dużą część stali kadłuba okrętu, a wdzierająca się do jego wnętrza woda, wywołała silny przechył jednostki. O godzinie 23:36 okręt został opuszczony na rozkaz przez załogę, a 10 minut później przewrócił się do góry stępką i zatonął. Według niektórych świadków, w zamieszaniu nocnej bitwy, USS „Preston” otrzymał kilka trafień z artylerii pomocniczej amerykańskiego pancernika USS „Washington”. Niektóre źródła jednak w ogóle nie wspominają o tej teorii. Okręt został wyróżniony dwoma odznaczeniami battle star.